# 始兴学宫
始興學宮大成殿，位于中国广东省韶关市始兴县太平镇始兴中学校园内。大成殿始建于南宋嘉定年间，多次易址，改建于清道光七年（1827年）。为韶关市始兴县的一个县级文物保护单位，类型为古建筑，公布时间为1990年7月13日。